# Ne-Yo
Shaffer Chimere Smith, Jr, (født  18. oktober 1979), bedre kendt under sit kunstnernavn Ne-Yo, er en amerikansk R&B sanger, sangskriver, pladeproducer, danser og skuespiller. I begyndelsen af sin karriere, skrev han hittet "Let Me Love You" for sangeren Mario. Den succesfulde single som fik udgivelse i USA, spredte sig meget omtale og uden videre, fik Ne-Yo et møde med Def Jam Recordings og skrev under på en pladekontrakt. 
I 2006 kom hans debutalbum In My Own Words på gaden, som indeholdt amerikas top-hit "So Sick" og top 10 hittet "Sexy Love". Kun et år efter kom der endnu et album fra Ne-Yos side af, nemlig albummet Because of You som dermed indeholdt endnu et hit, "Because of You". Igen, efter kun et år, udkom endnu et album, Year of the Gentleman, Som igen indeholdte flere hits som "Closer", "Mad" og "Miss Independent". Hans seneste og fjerde album Libra Scale kom på gaden 22. november 2010, med hits som "Champagne Life", "One in a Million" og "Beautiful Monster".